# Hans Mierendorff
Hans Mierendorff, pseudonimo di Johannes Reinhold Mierendorff (30 giugno 1882 – 26 dicembre 1955), è stato un attore tedesco, attivo principalmente durante l'era del cinema muto.

## Biografia
Hans Mierendorff nacque a Rostock, figlio del commerciante Carl Mierendorff e della pittrice Johanna Reinke. Dopo aver completato una formazione come libraio a Schwerin, intraprese la carriera teatrale, debuttando come apprendista al teatro di corte di Schwerin. Successivamente, si esibì in varie città tedesche, tra cui Wernigerode, Konstanz, Amburgo, Halle e Breslavia. Dal 1911 al 1919 lavorò a Berlino presso diversi teatri, tra cui il Residenztheater, il Lessingtheater, il Deutsches Künstlertheater e le Meinhard-Bernauer-Bühnen. 
Il suo debutto cinematografico avvenne nel 1911 con il film Das Adoptivkind. Nello stesso anno, interpretò il ruolo del padre accanto ad Asta Nielsen in Der fremde Vogel, diretto da Urban Gad. Spesso interpretava personaggi eleganti e distinti. Ottenne successo nella serie in otto parti Die Herrin der Welt (1919), prodotta e parzialmente diretta da Joe May. 
Nel 1919 fondò, insieme ad Albert Dameke, la casa di produzione Lucifer-Film Co. m.b.H., di cui fu direttore artistico fino al 1924. In questa veste, recitò in ruoli principali in film d'avventura e polizieschi. Degna di nota è la sua doppia interpretazione nel film Ich bin Du (1921). 
Con l'avvento del cinema sonoro, Mierendorff ricoprì principalmente ruoli secondari e, dopo il 1945, si ritirò completamente dal mondo del cinema, gestendo una pensione sul Mar Baltico.

## Vita privata
Hans Mierendorff si sposò per la prima volta nel 1903 con la pittrice di animali Gertrud Schmidt. Nel 1923 contrasse un secondo matrimonio con la cantante e attrice Auguste Herta Katsch, da cui ebbe un figlio, Klaus Mierendorff (1923–1966). Nel 1940 sposò Antonie Katsch, sorella della sua seconda moglie.

## Filmografia parziale
- A Night of Horror (1916)
- Vengeance Is Mine (1916)
- Hilde Warren und der Tod (1917)
- The Sacrifice (1918)
- Die Herrin der Welt (1919)
- Whitechapel (1920)
- Hearts are Trumps (1920)
- The White Peacock (1920)
- Night and No Morning (1921)
- The Conspiracy in Genoa (1921)
- Children of Darkness (1921)
- The Sleeping Volcano (1922)
- The Black Star (1922)
- Man Against Man (1924)
- Girls You Don't Marry (1924)
- The Enchantress (1924)
- Debit and Credit (1924)
- The Second Mother (1925)
- The Motorist Bride (1925)
- Old Mamsell's Secret (1925)
- Hussar Fever (1925)
- Cock of the Roost (1925)
- Oh Those Glorious Old Student Days (1925)
- The Man Who Sold Himself (1925)
- The Dealer from Amsterdam (1925)
- The Humble Man and the Chanteuse (1925)
- State Attorney Jordan (1926)
- The Circus of Life (1926)
- Watch on the Rhine (1926)
- Love's Joys and Woes (1926)
- Wrath of the Seas (1926)
- Our Daily Bread (1926)
- The Good Reputation (1926)
- Bigamie (1927)
- Attorney for the Heart (1927)
- Benno Stehkragen (1927)
- Circle of Lovers (1927)
- U-9 Weddigen (1927)
- Eva and the Grasshopper (1927)
- The Dashing Archduke (1927)
- Queen Louise (1927–28)
- The False Prince (1927)
- Cry for Help (1928)
- Mary Lou (1928)
- The Criminal of the Century (1928)
- Endangered Girls (1928)
- The Sinner (1928)
- The Market of Life (1928)
- It's You I Have Loved (1929)
- The Virgin of Paris (1930)
- Marriage in Name Only (1930)
- The Caviar Princess (1930)
- The Land of Smiles (1930)
- Namensheirat (1930)
- The Dancer of Sanssouci (1932)
- The Higher Command (1935)
- The Valiant Navigator (1935)
- Napoleon Is to Blame for Everything (1938)
- Water for Canitoga (1939)
- The Fox of Glenarvon (1940)
- Carl Peters (1941)
- Weiße Wäsche (1942)
- The Big Shadow (1942)